# Into the Light (альбом Криса де Бурга)
| Оценки критиков | Оценки критиков |
| Источник        | Оценка          |
| --------------- | --------------- |
| Allmusic        | [ 1 ]           |

Into the Light — восьмой студийный альбом ирландского певца Криса де Бурга, выпущенный в 1986 году на лейбле A&M Records.
Альбом занял второе место в британских чартах и стал первым релизом Бурга, которому удалось попасть в первую десятку ведущих хит-парадов. В американском чарте The Billboard 200 диск занял только лишь 25 место.
Наиболее известными синглами с данного альбома являются «The Lady in Red» — одна из наиболее известных песен на любовную тематику и «Fatal Hesitation», который сумел достичь 44 места в британских чартах и оставался там в течение четырёх недель. Обе песни часто исполнялись на концертах и входили во всеразличные сборники Бурга. Песня «For Rosanna» была посвящена двухлетней дочери Криса — Розанне.

## Список композиций
Автор всех песен — Крис де Бург.
| №                   | Название                            | Длительность |
| ------------------- | ----------------------------------- | ------------ |
| 1.                  | «Last Night»                        | 6:07         |
| 2.                  | «Fire on the Water»                 | 4:28         |
| 3.                  | «The Ballroom of Romance»           | 4:26         |
| 4.                  | «The Lady in Red»                   | 4:16         |
| 5.                  | «Say Goodbye to It All»             | 5:23         |
| 6.                  | «The Spirit of Man»                 | 4:40         |
| 7.                  | «Fatal Hesitation»                  | 4:16         |
| 8.                  | «One Word (Straight to the Heart) » | 4:30         |
| 9.                  | «For Rosanna»                       | 3:39         |
| 10.                 | «The Leader»                        | 2:16         |
| 11.                 | «The Vision»                        | 3:13         |
| 12.                 | «What About Me?»                    | 3:03         |
| Общая длительность: | Общая длительность:                 | 50:24        |

## Участники записи
- Крис де Бург — вокал, гитары, бэк-вокал
- Гари Барнакл[англ.] — саксофон
- Тони Бирд — ударные
- Джон Гиблин[англ.] — бас
- Ник Гленн-Смит — клавишные
- Кэрол Кенион[англ.] — бэк-вокал
- Иэн Коджима — саксофон
- Эл Марни — бас
- Денни МакБрайд — гитары
- Гленн Морроу — клавишные
- Фил Палмер[англ.] — гитары
- Пино Палладино[англ.] — бас
- Джефф Филлипс — ударные
- Энди Ричардс[англ.] — клавишные
- Питер Ван-Хук[англ.] — ударные